# Centralia (Washington)
Centralia je grad u američkoj saveznoj državi Washington. Prema popisu stanovništva iz 2010. u njemu je živjelo 16.336 stanovnika.